# 苏天爵
苏天爵（1294年—1352年），字伯修，真定（今河北省正定縣）人，元朝政治人物。

## 生平
曾祖苏诚，祖父苏荣祖，父亲苏志道。家族曾于金代迁居河南，金亡后北返，随后积累了许多财富，藏书万卷，两代出仕。家有藏书的“滋溪书堂”。滋溪一名取自其家宅边的滋水。
苏天爵师事安熙，延祐元年或之前一段时间便已參加國子學生考試，名列第一。元代国子学生员四百人，汉人能从中出贡的仅二人，苏天爵便是从中脱颖而出的。他被任命為從仕郎、大都路薊州判官。延祐七年，遭父母丧，期满调任功德使司照磨。泰定元年（1324年），蘇天爵改任翰林國史院典籍官，升任應奉翰林文字。至順元年（1330年），參與編修《元武宗實錄》，至順二年（1331年），升任修撰，又升任爲江南行台監察御史。历任监察御史、肃政廉访使、集贤院侍讲学士。至元二年（1336年），從刑部郎改任御史台都事。至元三年（1337年），升任禮部侍郎。至元五年（1339年），任淮東道肅政廉訪使。至元六年（1340年），改任吏部尚书、陝西行台治書侍御史。再任吏部尚書，升任爲參議中書省事。至正二年（1342年），苏天爵任湖广行省参知政事，迁陕西行台侍御史。参与编修《元武宗实录》、《元文宗实录》和《功臣列传》。主编《国朝名臣事略》、《国朝文类》、《辽金纪年》。脱脱、阿鲁图主编《宋史》、《辽史》、《金史》，苏天爵编写《三史质疑》对三史进行考订和质疑。任江浙行省参知政事时，红巾军起兵，天爵当时总兵于饶州、信州，不久在军中去世。晚年的蘇天爵以釋經爲己任，學者根據他所住的地方稱他爲「滋溪先生」。
苏天爵为官勤政，在至顺二年担任江南行台监察御史期间，跑遍了所辖片区，平反了多起冤案，受到了广泛好评。时人黄潜根据他的事迹写成了《苏御史治狱记》。元统元年时作为监察御史多次履行了谏言、弹劾的职责，而元代是不设言官的。至正五年，苏天爵担任京畿奉使宣抚，职责是纠察地方官吏，处理民间矛盾。然而大多数宣抚都敷衍了事，人民十分失望。唯有苏天爵处理了七百八十三件案子，整治了九百四十九人，最后竟因“不称职”罢官。其上奏后被编为《松厅章疏》五卷，已散佚。复有《滋溪文稿》三十卷，今存。

## 延伸阅读
[在维基数据编辑]
 《元史/卷183》，出自宋濂《元史》
 《新元史/卷211》，出自柯劭忞《新元史》
 在维基共享资源阅览影像